# Ramón Alfonseda
Ramón Alfonseda i Pous es un exfutbolista español de los años 70. Nacido en Granollers el 4 de marzo de 1948 jugó de delantero centro 117 partidos (98 de ellos de Liga) con el Barça entre 1969 y 1973, en los que marcó 27 goles, tras formarse en las categorías inferiores del club. En 1971 jugó en el estadio Santiago Bernabéu de Madrid la final de la Copa del Generalísimo contra el Valencia y marcó a ocho minutos del final de la prórroga el gol que le dio el título al Barça (con resultado final de 4-3).
Fue internacional sub-23 en tres ocasiones y participó en los Juegos Olímpicos de México en 1968.
Se retiró como jugador del Levante Unión Deportiva, en 1977, después de pasar otra tres temporadas en el Elche Club de Fútbol. Desde 2003, Alfonseda preside la Agrupación de Veteranos del Barça.

## Fuente
- Esta obra contiene una traducción  derivada de «Ramon Alfonseda i Pous » de Wikipedia en catalán, publicada por sus editores bajo la Licencia de documentación libre de GNU y la Licencia Creative Commons Atribución-CompartirIgual 4.0 Internacional.

- Datos: Q9066350